# Nakamura Tadashi
Tadashi Nakamura (中村 忠 (Trung-Thôn Trung) Nakamura Tadashi, sinh ngày 10 tháng 6 năm 1971) là một cầu thủ bóng đá người Nhật Bản.

## Đội tuyển bóng đá quốc gia Nhật Bản
Tadashi Nakamura thi đấu cho đội tuyển bóng đá quốc gia Nhật Bản từ năm 1995 đến 1998.

## Thống kê sự nghiệp
| Đội tuyển bóng đá Nhật Bản | Đội tuyển bóng đá Nhật Bản | Đội tuyển bóng đá Nhật Bản |
| Năm                        | Trận                       | Bàn                        |
| -------------------------- | -------------------------- | -------------------------- |
| 1995                       | 3                          | 0                          |
| 1996                       | 4                          | 0                          |
| 1997                       | 8                          | 0                          |
| 1998                       | 1                          | 0                          |
| Tổng cộng                  | 16                         | 0                          |